# Monica Vitti
Monica Vitti (født Maria Louisa Ceciarelli 3. november 1931, død 2. februar 2022) var en italiensk skuespiller, der især huskes fra Michelangelo Antonionis modernistiske film fra starten af 1960'erne.

## Biografi
Monica Vitti blev uddannet i Rom og startede som komisk skuespiller på teater og tv i starten af 1950'erne. Efterhånden kom der mere seriøse roller til på såvel teater som film. Antonioni valgte hende som gennemgående figur i sin serie af handlingsløse film, og da disse blev internationalt berømte, gav det også Vitti et internationalt gennembrud. Hun viste i disse film en spillestil i retning af det tragiske som symbol på forskellige kvinders indre problemer.
Senere vendte hun tilbage til den lettere genre med roller i flere komedier. Hun har vundet flere priser for sine præstationer gennem årene, blandt andet en sølvbjørn ved Berlin Internationale Filmfestival i 1984 for sin rolle i filmen Flirt, instrueret af hendes mangeårige samlever Roberto Russo. I 1990 instruerede hun filmen Scandalo segreto, som hun også  var med til at skrive samt spillede hovedrollen i. Filmen modtog flere priser.
Hun boede sammen med Russo i 27 år, før parret i 1995 blev gift. De sidste cirka 30 år af sit liv led hun af Alzheimers sygdom og sås ikke offentligt.

## Filmografi
Monica Vitti medvirkede blandt andet i følgende film:
- Ridere, ridere, ridere (Ettore Scola, 1954)
- De elskendes eventyr (Antonioni, 1959)
- Natten (Antonioni, 1961)
- Ukendte nætter (Antonioni, 1962)
- Slottet i Sverige (Roger Vadim, 1963)
- Den røde ørken (Antonioni, 1964)
- Modesty Blaise (Joseph Losey, 1966)
- Jalousi' det med blomster (Scola, 1970)
- Frihedens spøgelse (Luis Buñuel, 1974)
- Magtens veje (André Cayatte, 1978)
- Mysteriet i Oberwald (Antonioni, 1981)
- Flirt (Russo, 1983)